# 张承先
张承先（1915年1月4日—2011年1月26日），男，山东高苑（今高青）人。中华人民共和国政治人物。曾任教育部副部长，烟台大学首任校长，中国教育学会会长。

## 生平
清华大学理学院化学系肄业。参加过一二九运动。1936年加入中国共产主义青年团，同年转入中国共产党。历任中共鲁西北特委书记，鲁西区委员会宣传部、冀鲁豫区委员会宣传部部长，冀鲁豫边区抗日救国联合会主任。
1949年中华人民共和国建国后，历任中共平原省委宣传部部长，华北行政委员会文委副主任，中共中央华北局宣传部副部长，中共河北省委书记（当时设有第一书记）。1966年任北京大学工作组组长、代理党委书记、河北省文教书记。1966年“文革”甫一开始，时任河北省委文教书记张承先到南开大学开始煽动文化大革命运动，而后来其自身也在文革中遭到迫害。
1979年后，任国家科委副主任，教育部副部长。1982年4月至1983年8月，任教育部党组书记。1984年筹备烟台大学建立事宜，后任该校第一任校长。1995年12月被推选为第六届中国中小学幼儿教师奖励基金会副理事长。1983年至2000年，任中国教育学会会长。是中共八、十二大代表，中纪委委员（十一届三中全会当选），第六、七届全国人大常委、教育科学文化卫生委员会副主任委员。2011年1月26日在北京逝世。

## 延伸阅读
- 张承先. . 人民教育出版社. 2003年6月. ISBN 9787107160028.